# Lengenfeld bei Tirschenreuth
Lengenfeld bei Tirschenreuth ist ein Gemeindeteil der Kreisstadt Tirschenreuth in der Oberpfalz. Das Dorf liegt acht Kilometer südwestlich von Tirschenreuth im Stiftland. Lengenfeld wurde im Zuge der Gebietsreform in Bayern am 1. Juli 1972 nach Tirschenreuth eingemeindet. Ein Teil der ehemaligen Gemeinde wurde nach Falkenberg umgegliedert.
Hier befanden sich auch der nun Burgstall Lengenfeld und der Burgstall Rothenbürg.
Im Ort gibt es eine Freiwillige Feuerwehr.